# Disuguaglianza di MacLaurin
In matematica, la disuguaglianza di MacLaurin fornisce una serie di termini intermedi tra la media aritmetica e quella geometrica di una n-upla di reali positivi.

## Definizione
Sia {\displaystyle a_{1},\ldots ,a_{n}} una n-upla di numeri reali. Indichiamo con {\displaystyle c_{k}} la somma di tutti i possibili prodotti di k fattori scelti in n.
Grazie alle relazioni tra radici e coefficienti di un polinomio si dice che {\displaystyle c_{k}} è il coefficiente di {\displaystyle x^{n-k}} nel polinomio {\displaystyle (x+a_{1})\cdot \ldots \cdot (x+a_{n})}.
Indichiamo con {\displaystyle d_{k}} la media aritmetica degli addendi che compongono {\displaystyle c_{k}}, cioè
{\displaystyle d_{k}={\frac {c_{k}}{n \choose k}}}
La disuguaglianza di MacLaurin dice che
{\displaystyle {\sqrt[{n}]{d_{n}}}\leq {\sqrt[{n-1}]{d_{n-1}}}\leq \ldots \leq {\sqrt {d_{2}}}\leq d_{1}}
Inoltre vale un qualunque segno di uguale (e in tal caso valgono tutti) se e solo se gli {\displaystyle a_{i}} sono tutti uguali.

### Esempio
Poniamo {\displaystyle n=4} e siano a, b, c, d quattro numeri reali positivi.
Allora per la disuguaglianza di MacLaurin
{\displaystyle {\sqrt[{4}]{abcd}}\leq {\sqrt[{3}]{\frac {abc+abd+acd+bcd}{4}}}\leq {\sqrt[{2}]{\frac {ab+ac+ad+bc+bd+cd}{6}}}\leq {\frac {a+b+c+d}{4}}}